# تاریکی‌درمانی
تاریکی‌درمانی (به انگلیسی: Dark therapy)، تلاش برای درمان اختلالات روانشناختی با نگاه داشتن بیمار در تاریکی محض، طی چند دوره است. بنابر ادعای تاریکی‌درمانی، با جلوگیری از برخورد نورهای طیف آبی به بدن، از تحلیل هورمون ملاتونین، که نقش مهمی در چرخهٔ ساعت زیستی بدن دارد، جلوگیری می‌شود. درمان‌گرانی که از تاریکی‌درمانی استفاده می‌کنند می‌گوید که این روش در درمان سردرد، سندرم خستگی مزمن و بی‌خوابی مؤثر است.